# Tomoplagia reticulata
Tomoplagia reticulata
 es una especie de insecto del género Tomoplagia de la familia Tephritidae del orden Diptera. 
Abreu, Prado, Norrbom y Solfrerini la describieron científicamente por primera vez en el año 2005.